# Arbejdermuseet
Arbejdermuseet er et kulturhistorisk museum i København. Museet formidler udviklingen i arbejdernes hverdagsliv og arbejdsvilkår og arbejderbevægelsens historie fra 1870 og frem til i dag. Museet ligger i Arbejdernes Forenings- og Forsamlingsbygning fra 1879, den ældste arbejderforsamlingsbygning i Europa.
Museets, bibliotekets og arkivets samling rummer en omfattende og varieret samling af genstande, kunst, fotos, arkivalier og bøger med relation til arbejdernes og arbejderbevægelsens historie i alle dens forgreninger.

## Historie
Institutionens historie rækker tilbage til 1909, hvor Arbejderbevægelsens Arkiv, senere Arbejderbevægelsens Bibliotek og Arkiv, blev oprettet af De Samvirkende Fagforbund, senere LO og nu Fagbevægelsens Hovedorganisation (FH), med henblik på at indsamle og bevare arbejderbevægelsens historie og stille litteratur omkring arbejderbevægelsen til rådighed. 
I 1982 udvidede LO sit engagement i arbejderhistorien ved at stille sig bag oprettelsen af Arbejdermuseet, der åbnede i 1983. I 1984 blev museet statsanerkendt som et landsdækkende specialmuseum for arbejderhistorie. Fra 1982 stod Peter Ludvigsen for opbygningen af museet og var direktør indtil 2011.
Den 1. jan. 2004 fusionerede Arbejdermuseet og Arbejderbevægelsens Bibliotek og Arkiv til en samlet institution. Museet, biblioteket og arkivet er ejet af Fonden Arbejdermuseet & Arbejderbevægelsens Bibliotek og Arkiv. Af fondens vedtægter fremgår det, at museet er landsdækkende specialmuseum for arbejderhistorie og arbejderkultur, arkivet er landsdækkende arkiv for organisationer og personer i dansk arbejderbevægelse og biblioteket er forskningsbibliotek for dansk og udenlandsk litteratur om arbejderbevægelsen og arbejderklassen.

## Bygning
Arbejdermuseet har til huse i Arbejdernes Forenings- og Forsamlingsbygning fra 1879. Bygningen er den ældste arbejderforsamlingsbygning i Europa og den næstældste i verden. Den blev opført af arbejderne som reaktion på myndighedernes gentagne forsøg på at forhindre den tidlige arbejderbevægelse i at mødes. Fra sin indvielse og frem til slutningen af 1970’erne fungerede bygningen som samlingssted for københavnske arbejdere i både faglige, politiske, kulturelle og sociale sammenhænge. Derudover rummede bygningen kontorer, mødelokaler og lejligheder samt kælderbeværtning.
I 1982 overtog Arbejdermuseet bygningen, der i 1984 blev fredet. Siden da er der gennemført omfattende restaureringsarbejder for at føre bygningen tilbage til dens oprindelige udtryk. Den markante festsal er restaureret til sit udtryk i 1913.
Kælderbeværtningen ”Café & Ølhalle” fremstår som i 1892, og facaden er ført tilbage til udseendet i 1888. 
I 2004 blev bygningen udvidet med en underjordisk udstillingsetage tegnet af Lundgaard & Tranberg Arkitekter. På baggrund af denne udvidelse og en generel fornyelse af museet blev Arbejdermuseet i 2006 nomineret til European Museum of the Year Award.
I 2018 blev Arbejdernes Forenings- og Forsamlingsbygning opført på den danske UNESCO Verdensarv tentativliste som del af en transnational serienominering af arbejderforsamlingsbygninger verden over.

| - Interiører - Træskærerarbejde over dør: 'Tobaksarbejder' - Festsalen, 1890 - Festsalen med røde bannere - Familien Sørensen. Rekonstruktion af 1900-talskøkken - Dagligstue fra 1950'erne - Dagligstue fra 1950'erne - Børneværelse fra 1950'erne - Butiksgade fra 1950'erne - Ismejeri - Social-Demokraten fra 1919 |